# Saint-Mesmin (Côte-d’Or)
Saint-Mesmin – miejscowość i gmina we Francji, w regionie Burgundia-Franche-Comté, w departamencie Côte-d’Or.
Według danych na rok 1990 gminę zamieszkiwało 88 osób, a gęstość zaludnienia wynosiła 5 osób/km² (wśród 2044 gmin Burgundii Saint-Mesmin plasuje się na 822. miejscu pod względem liczby ludności, natomiast pod względem powierzchni na miejscu 536.).